# Košarka na Poletnih olimpijskih igrah 1904
Košarka na Poletnih olimpijskih igrah 1904. Potekala je prvič na olimpijskih igrah kot demonstracijska disciplina za amaterske, univerzitetne, srednješolske in osnovnošolske ekipe. 

## Amatersko tekmovanje
- Buffalo German YMCA : Missouri AC, 97-8
- Chicago Central YMCA : Sawyer AB, 56-6
- Buffalo German YMCA : Turner Tigers, 77-6
- Chicago Central YMCA : Turner Tigers, 2-2 (Turner Tigers so predali tekmo)
- Buffalo German YMCA : Xavier AA, 36-28
- Buffalo German YMCA : Chicago Central YMCA, 39-28
- Chicago Central YMCA : Missouri AC, 2-0

## Univerzizetno tekmovanje
- Hiram College : Wheaton College, 23-20
- Wheaton College : Latter Day Saints University, 40-35
- Hiram College : Latter Day Saints University, 25-18

1. Hiram College, 2-0
2. Wheaton College, 1-1
3. Latter Day Saints University, 0-2

## Srednješolsko tekmovanje
1. New York, 3-0
2. Chicago, 2-1
3. Saint Louis, 1-2
4. San Francisco, 0-3

## Osnovnošolsko tekmovanje
1. New York, 2-0
2. Chicago, 1-1
3. San Francisco, 2-2